# Caknesia wajha
Caknesia wajha är en insektsart som beskrevs av Irena Dworakowska 1994. Caknesia wajha ingår i släktet Caknesia och familjen dvärgstritar. Inga underarter finns listade i Catalogue of Life.